# Trophée Dan-Snyder
Le trophée Dan-Snyder est un trophée remis dans la Ligue de hockey de l'Ontario, ligue de hockey sur glace junior. Ce trophée est mis en place à la fin de la saison 1992-1993 sous le nom anglais d'OHL Humanitarian Award. Il récompense chaque année, le joueur qui a fait preuve de qualités exceptionnelles en étant un modèle positif dans la communauté de la LHO.
Le 19 novembre 2003, le conseil des directeurs-généraux de la Ligue de hockey de l'Ontario annonce que le trophée est renommé en mémoire de l'ancien capitaine des Platers d'Owen Sound, Dan Snyder, mort dans un accident de voiture en septembre 2003,.

## Palmarès
Le trophée est remis chaque saison depuis 1994 à l'exception de la saison 2020-2021.
- 1992-1993 – Keli Corpse, Frontenacs de Kingston
- 1993-1994 – Brent Tully, Petes de Peterborough
- 1994-1995 – Brad Brown, Centennials de North Bay
- 1995-1996 – Craig Mills, Bulls de Belleville
- 1996-1997 – Mike Martone, Petes de Peterborough
- 1997-1998 – Jason Metcalfe, Knights de London
- 1998-1999 – Ryan McKie, Wolves de Sudbury
- 1999-2000 – Dan Tessier, 67 d'Ottawa
- 2000-2001 – Joey Sullivan, Otters d'Érié
- 2001-2002 – David Silverstone, Bulls de Belleville
- 2002-2003 – Michael Mole, Bulls de Belleville
- 2003-2004 – Chris Campoli, Otters d'Érié
- 2004-2005 – Jeff MacDougald, Petes de Peterborough
- 2005-2006 – Mike Angelidis, Attack d'Owen Sound
- 2006-2007 – Andrew Gibbons, Bulls de Belleville
- 2007-2008 – Peter Stevens, Frontenacs de Kingston
- 2008-2009 – Chris Terry, Whalers de Plymouth
- 2009-2010 – Ryan Hayes, Whalers de Plymouth
- 2010-2011 – Jack Walchessen, Petes de Peterborough
- 2011-2012 – Andrew D'Agostini, Petes de Peterborough[4]
- 2012-2013 – Ben Fanelli, Rangers de Kitchener
- 2013-2014 – Scott Simmonds, Bulls de Belleville
- 2014-2015 – Nick Paul, Battalion de North Bay
- 2015-2016 – Will Petschenig, Spirit de Saginaw
- 2016-2017 – Garrett McFadden, Storm de Guelph
- 2017-2018 – Garrett McFadden, Storm de Guelph
- 2018-2019 – Nicholas Canade, Steelheads de Mississauga
- 2019-2020 – Jacob Ingham, Rangers de Kitchener
- 2021-2022 – Mark Woolley, Attack d'Owen Sound
- 2022-2023 – Dalyn Wakely, Battalion de North Bay
- 2023-2024 – Mason Vaccari, Frontenacs de Kingston